# Tetraonyx octomaculata
Tetraonyx octomaculata là một loài bọ cánh cứng trong họ Meloidae. Loài này được Latreille miêu tả khoa học năm 1805.